# Cascade du Ray-Pic
La cascade du Ray-Pic est une cascade naturelle située à un peu plus de 1 000 mètres d'altitude, sur la commune de Péreyres, au sein de la Cévenne ardéchoise, en France.
La cascade est un site naturel classé et fait partie du parc naturel régional des Monts d'Ardèche.

## Situation
Située à l'ouest du suc de la Sapette, sur la commune de Péreyres, village sur l’une des routes menant à la montagne ardéchoise, la cascade du Ray-Pic est un des hauts lieux du tourisme en Ardèche.
Site classé depuis 1931, la cascade du Ray-Pic jaillit au milieu des orgues basaltiques, seul passage trouvé par la Bourges, affluent de la Fontolière, au milieu des coulées volcaniques. La cascade du Ray Pic est formée de deux chutes : la première, que l’on ne voit pas, est à environ une soixantaine de mètres au-dessus et la seconde chute, la principale, fait 35 mètres. La rivière s’écoule ensuite sur plus de 20 kilomètres. Cette cascade a rendu célèbre le volcan du Ray-Pic (ou coupe de la Fialouse) qui, il y a encore quelques milliers d’années, débordait d’activité. Ce volcan est à l’origine d’une des plus longues coulées de lave de France (20 km). La cascade est un site géologique intéressant car il s’agit d’un site naturel volcanique où l’eau de la rivière la Bourges tombe de plus de 60 m.

## Accès
On accède à la cascade à partir de la D 215C, qui relie Burzet à Lachamp-Raphaël, et du parking situé en bord de route. Depuis cette route, un sentier balisé permet l'accès par une marche d'environ 15 minutes à un belvédère aménagé, situé au-dessus de l'entrée du site.
Depuis 1990, la baignade dans la Bourges est interdite en raison du risque d'éboulement. L'ensemble du site a été fermé au public par arrêté municipal pour une durée indéterminée à partir du 10 août 2009, à la suite d'un éboulement qui a fait un mort et six blessés. Des purges et consolidations permettent la réouverture du site le 1er juin 2012.. Les parkings ont été sécurisés par des gabions de roches et le chemin d’accès pédestre a été sécurisé par des poteaux en bois sur lesquels court une corde épaisse. Deux grandes terrasses en bois ont été installées, permettant aux randonneurs d'apprécier ce site naturel[réf. nécessaire].

## Description
L'eau de la rivière la Bourges tombe de plus de 60 mètres de haut en suivant une coulée de lave qui forme une cascade d'orgues basaltiques.

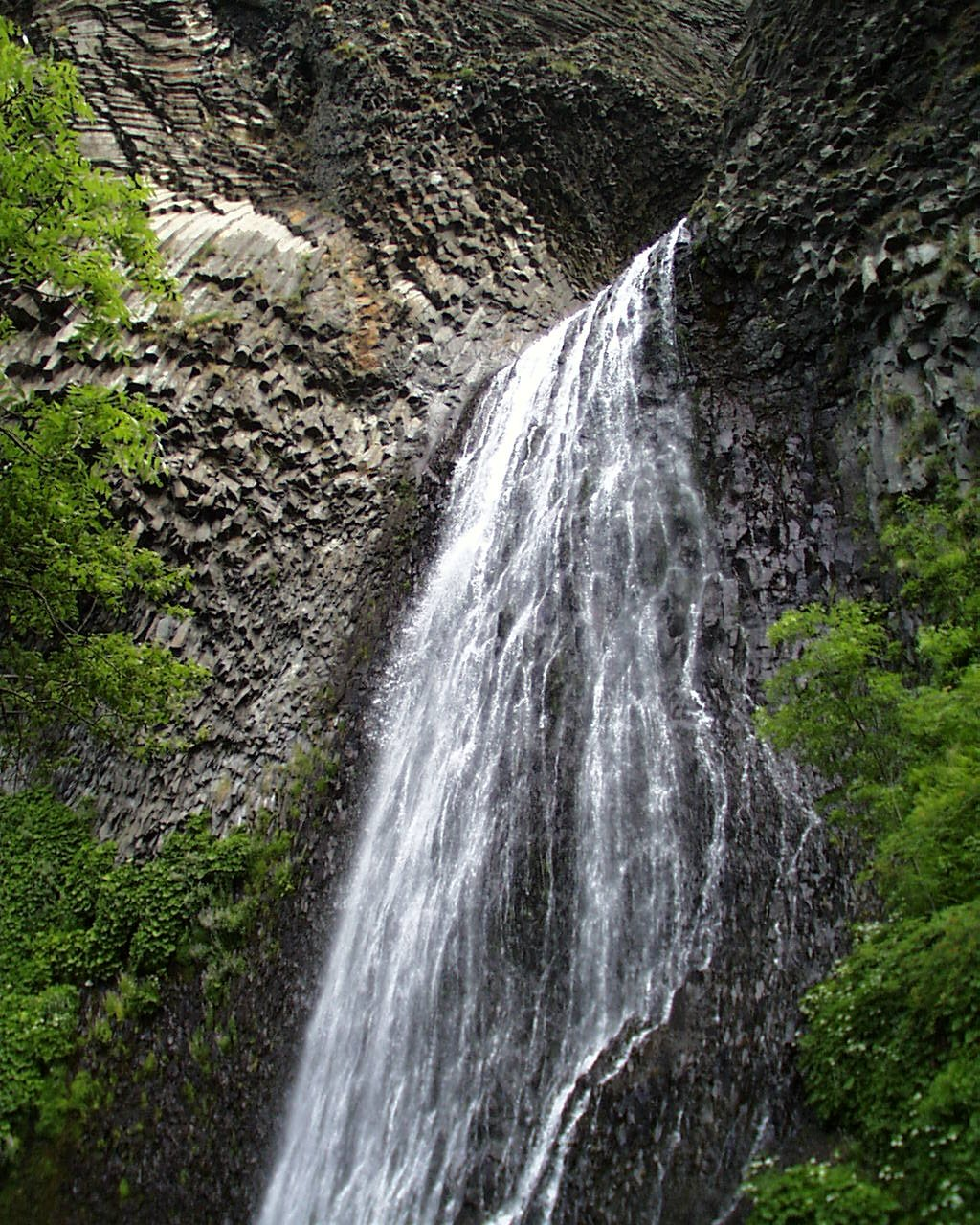
La cascade du Ray Pic
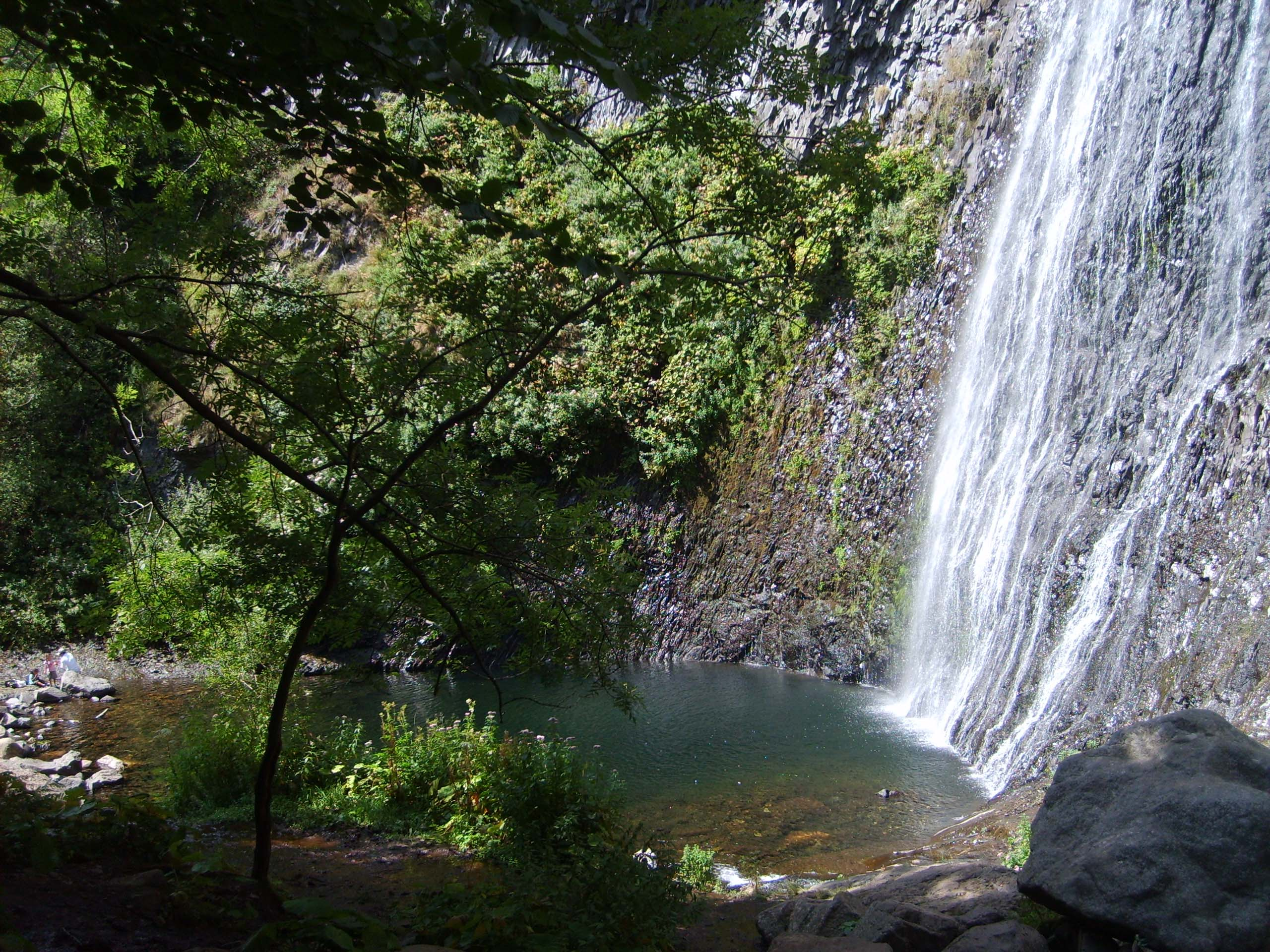
Le bassin du pied de la cascade
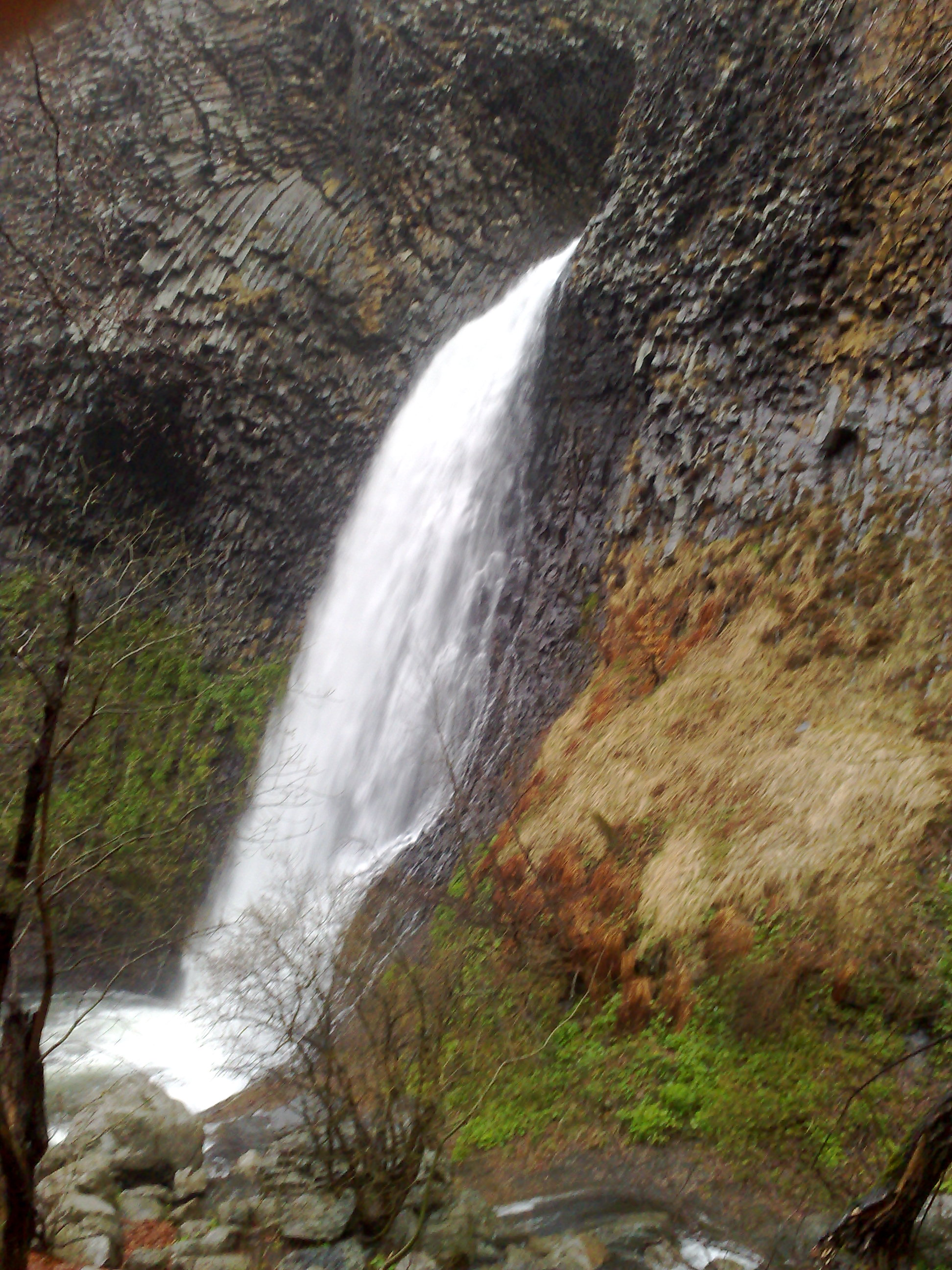
La chute principale
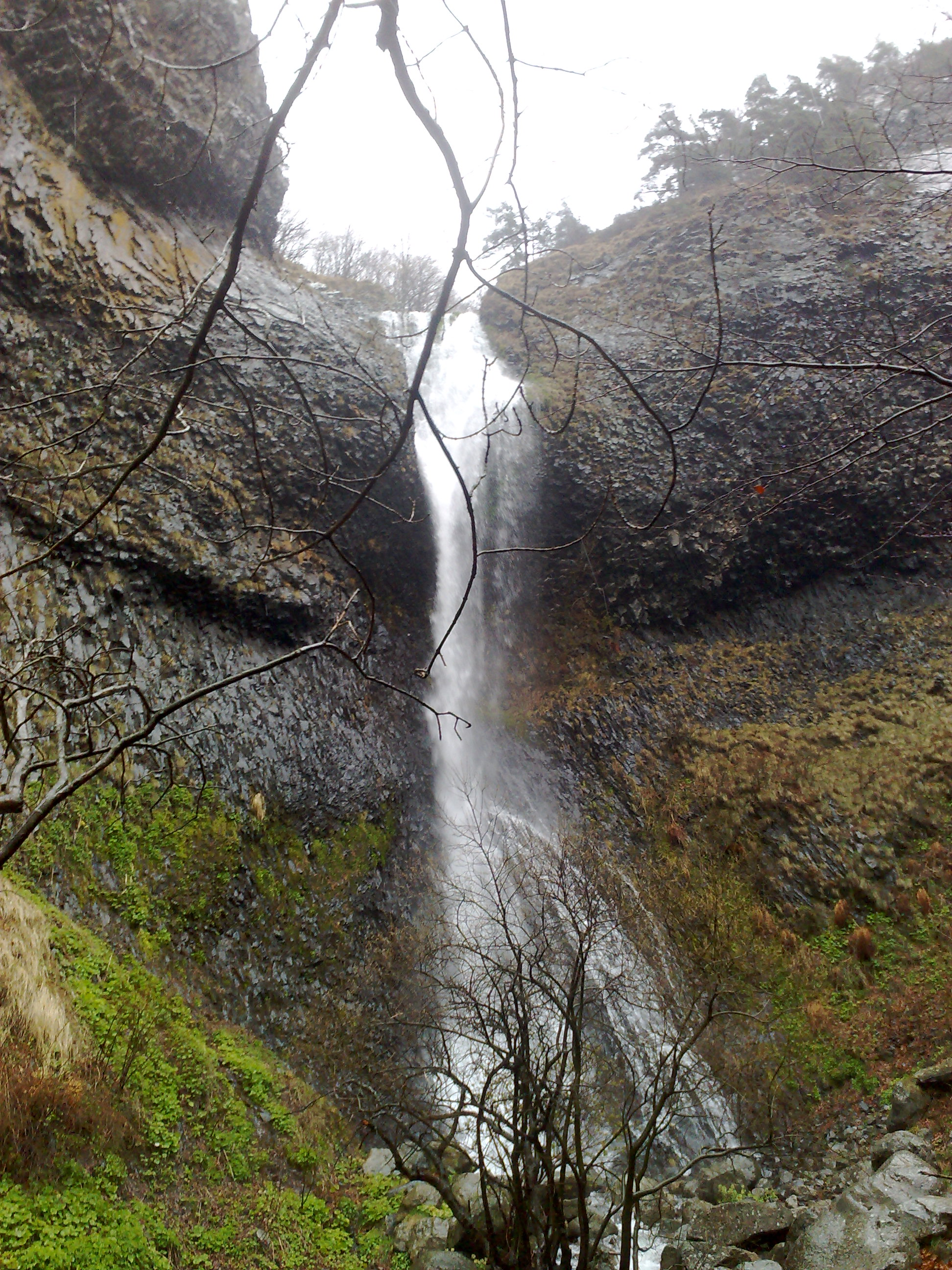
La chute secondaire du Ray Pic, plus petite
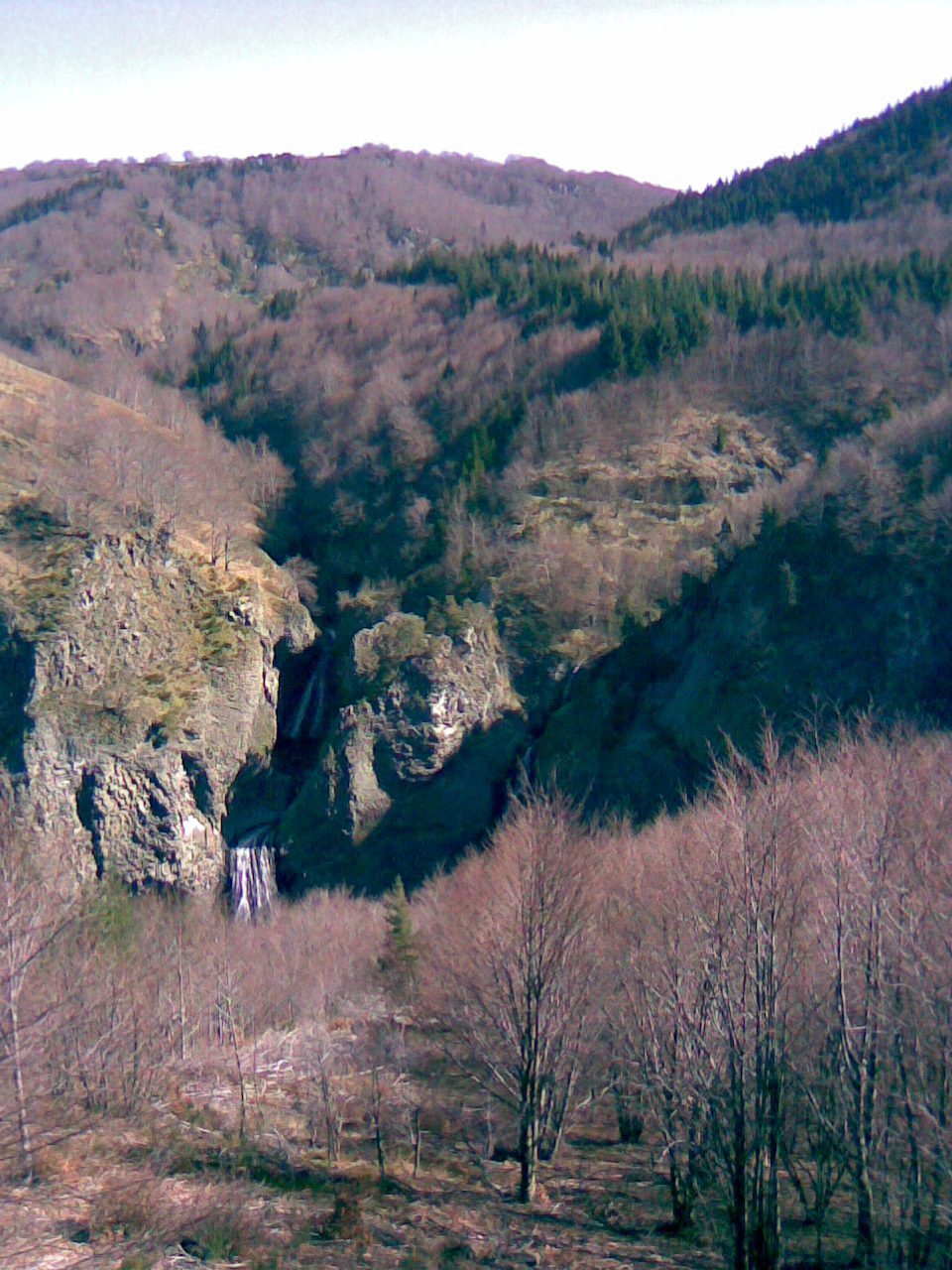
Le site vu d'un point de vue plus haut sur la route